# ゆずのオールナイトニッポンGOLD
- オールナイトニッポンGOLD > ゆずのオールナイトニッポンGOLD
- ゆず (音楽グループ) > ゆずのオールナイトニッポンGOLD

『ゆずのオールナイトニッポンGOLD』（ゆずのオールナイトニッポンゴールド）は、ニッポン放送の平日夜放送の「オールナイトニッポンGOLD」枠で、毎週木曜日の22:00から24:00(JST)に放送されていたラジオ番組。フォークデュオのゆずがパーソナリティを担当していたもので、2009年12月1日から2015年3月26日まで放送されていた 。
通称は番組タイトルを英訳したもの（Yuzu's all night nippon gold）の頭文字をとってYANNG（ヤング）である。
ちなみに、「GOLD」枠の開始から最長期間にわたって放送され、並びに「GOLD」枠における最長期間にわたって放送された番組である。

## 概要
- 番組開始以来、火曜日で放送を行っていたが、2013年11月から「宮藤官九郎のオールナイトニッポンGOLD」と放送枠を交換し、木曜日に移動した。
- モバイルサイト、Twitterも開設している。
- 再レギュラー化に際し、放送作家などスタッフが大幅に変わったため「allnightnippon SUPER!」時代ほどのふざけはなくなったが、番組後半(23時台)最初のコーナーや「ニッセイプロジェクト」などでまだ名残が残っている。
- 2010年後半から、当時ニッポン放送アナウンサーだった垣花正が頻繁に出ていた。大抵はゆずの新曲初OAの際にアポなしで垣花に電話を掛けて、その場で曲紹介をしてもらうものであった。
- 番組のエンディングでは「allnightnippon SUPER!」時代と同様にゆずの2人がネット局を読み上げている。これは「GOLD」枠では唯一のフォーマットである。
- 2013年11月以降、22時台にシクラメンのミニ番組を内包している。これも「GOLD」枠では唯一のフォーマットである。
- レギュラー放送終了後の2017年6月2日25時（3日午前1時）からデビュー20周年を記念し、「ゆずのオールナイトニッポン」を放送。当番組最終回で募集していた（後述）メールテーマ「メガネと私のちょっとした関係」で実際にメールを募集したほか、「ロザリス」から続くいわゆる「エロコーナー」を振り返ったり、「リアルの限界点」もメールを募集、垣花も登場して恒例の曲紹介を行ったりと当番組に近い内容で放送された[4]。
- 2018年4月4日25時（5日午前1時）から、約10か月ぶりに再びパーソナリティを担当。「今思うと、なんかゴメンな・・・な話」というメールテーマで、リスナーからエピソードを事前募集した[5]。
- 2019年5月17日、復活特番として「ゆずのオールナイトニッポンGOLD」を放送。オールナイトニッポンシリーズとしては1年1ヶ月ぶり、オールナイトニッポンGOLDとしては4年2ヶ月ぶりの復活である。[6]前回の新コーナー、「ゆずの何でもベスト3」にて、北川が(岩澤)駿の話を立て続けに言った事から、「旬な話」というメールテーマで、リスナーから募集もしていた。

## コーナー

### FURUSATO Supported by日本生命
2009年12月1日 - 2015年3月19日
- 投稿した人の故郷を紹介するコーナー。投稿を発表した直後にそれに見合ったゆずの曲が流れる。
- 2010年2月16日にまだCD化されていない未発表楽曲の「おじや」を放送した。
- 2011年3月15日、東日本大震災後初の放送で、FURUSATOのコーナーに近い内容を番組全編にわたって放送したため、コーナー休止。
- 2012年1月31日、この日のゲスト長渕剛とFURUSATOを生歌セッションしたため、コーナー休止。
- 2014年4月24日、オリエンタルラジオとのトークが盛り上がりすぎてしまい、コーナー休止。
- 2014年6月12日、ニッセイプロジェクトの終了により、日本生命がコーナースポンサーとなったため「Supported by 日本生命」が追加。
- 2015年3月26日、番組最終回では、コーナーがない代わりに、「シュビドゥバー」が歌われた。
- スペシャルなどではまれに生唄を披露することもある。

### 今日の○○占い
2011年6月7日 - 2015年3月26日　
- エンディングの前に北川がさまざまな占いを告げる。ただし、内容は星座占いをパロディ化したもの。
- また、コーナーの最後に「今日も残り、10分とちょっと」とあり、内容もその日の番組の内容によって変わることがある。

### 2分の2アンケート
2009年12月1日 - 2010年5月11日
- 大人になったゆずが、さまざまな時事問題などを語るコーナー。「あり」か「なし」かの2択で決める時もある。
- オールナイトニッポンGOLDの金曜日担当の新保友映（稀に吉田尚記、飯田浩司の場合あり）がナレーターを務めている。
- aiko出演時、ラジオアイドルオーディション時はこのコーナーを省略された。

### オールナイトニッポンCOLD
2009年12月1日、12月8日
- 投稿者の身の毛もよだつ体験「COLD」な体験を紹介するコーナー。結局2回限りで終わってしまう。

### ロザリス
2009年12月1日 - 2010年8月31日
- 南太平洋に浮かぶ無人島から11時頭に電波ジャックされ、国際エロ解放戦線・不機嫌なマンゴーの兵士、「ハンパナイ・オニモリ」と「ヨセッタラ・ソコハ」がナイト・ウィット（エロ雑学）を教えるコーナー。そんな彼らを狙うSATO（＝下ネタ撲滅条約機構）の軍隊にロザリスが討たれて終了した。
- 2010年2月9日、16日に出演したaikoがゲスト出演際に、初めてCMをまたいだ。なおaikoはゆず（が演じている外国人）と同じテンションで放送した。
- ソコハの名前は、毎週10時台に話題になったものから命名されることが多い。
- プレゼントも募集しており、エロいグッズなどを紹介して、放送ブースに飾っている。
- この番組で唯一一度もコーナーは休止していなかったが、2010年8月17日、8月24日休止した。
- 「一応放送に問題はないらしい」と発言した。（2010年2月16日放送）

### マッハ研究所
2010年9月7日 - 2011年7月26日
- フランスのとあるアパルトメントから放送しているコーナー。宗岡Dが買い付けてきたという設定によりはじまる。
- 実質ロザリスの継承コーナーとなっている。
- 主にロザリスと同様の内容だが、このコーナーはランキング方式で発表している。
- 新曲の宇宙初オンエア日（2010年10月26日の「from」初オンエア時）や、ラジオアイドルオーディションの最終審査日（2010年12月14日放送分）は、フランスからの電波が日本に届かないので休止。『2-NI-』全曲紹介時（2011年2月16日）と公開録音（2011年2月23日）はフランスからの電波よりもチュニジアやエジプトの政権交代情勢（当時）が気になってしまい、やはりフランスからの電波が届かなくなって放送休止（実際は放送機器整備）。また、東日本大震災の影響で2011年3月15日放送分のフランスからのテープ空輸ができなくなり、研究所からの日本の電波受信施設も余震で整備状態に入った為休止となった。

2011年7月26日、コーナー終了、テレビが地デジに移行したので、MAHHAもエロデジ移行。AKB48の大島優子さんの「ねぇ、まだ早いって」が聞くことができればエロデジ対応、ニッポン放送アナウンサーの垣花正さんの「ねぇ、まだ早いって」が聞こえたらエロデジ非対応という試験放送を実施。聞こえたのは、後者。2人は「MAHHAを汚された気分」と発言し、MAHHAが終了したことを2011年8月2日の放送で改めて発表した。

### ジャメール発掘隊
2011年8月2日-2013年2月19日
- 身の回りから見つけ出した，発掘したエロを投稿してもらい、クイズなどを交えながら発表し合うコーナー。
- 番組後半(23時台)最初のコーナー。始めのあいさつは「マルハバン！」殆ど語尾感覚で「サハタック！」と言うことから、サハタックTシャツが出来た。ちなみに、締めの挨拶は「マッサラーマ！」
- 「MAHHA」の実質的な後継コーナー。よって、ゆずの2人と関係はないという設定(アルナド発掘隊長、ハッバハブ副隊長)になっているが、2011年8月16日放送中の当コーナー内で「副隊長」(岩沢)が「北川さん、2週連続正解」と発言している。
- コーナーの冒頭で名前を名乗る際、北川はアナルドではなく10時台に話題になったものを名前にしているが2012年8月21日の放送で初めてアナルドと名乗った。
- ↑リーダーの名前は、その時話題になった情報によって変動する。
- 日本標準時23時に発掘を開始する、ルブアルハリ砂漠の中の地下の発掘隊…という設定。発掘隊は「日本」を「ヤッポーニ」（または「ヤッポーネ」）と呼ぶ。
- 2012年1月31日のゲスト長渕剛とゆずのセッションによる休止以外は、主にスペシャルウィークの採掘休止が多い。
- 垣花アナは本コーナー出演時は「おいなりただし」として参加する。
- ゲストとしてさだまさしさん、鶴瓶師匠も参加している。
- 壇蜜に「発掘隊のある場所を再開発して世界一固いタワーを建てる」という理由で隊長と副隊長はクビを言い渡され、コーナーは終了となった。

### ムラムラーテの泉
2013年2月26日 -  2015年3月26日
- リスナーからムラムラーテな情報（エロ）を募集して数千年の時を経た1冊のエロ古文書にムラムラーテな情報を入れていこうというコーナー。古文書に載ることになった投稿者には「インラバッジ」が送られる。その数は万を超える。
- ジャメール発掘隊と同じく、ナレーションは飯田浩司
- ↑のジャメール同様、編纂チーム、リーダーの名前は変動する。ちなみにサブリーダーの名前は「エルネッソ」である。
- 番組後半(23時台)最初のコーナー。宗岡ディレクターが買い付けてきた完パケ番組ということになっており、コーナー専用のメールアドレスも「1242.com」のドメインで開設している。当番組が終了した後も「FMドコカのワイド番組『テキサス女の16oz肉汁ブートキャンプ』の中でもネットされている」とのこと（もちろん架空の番組）。
- ケーナ奏者としてスタッフ、進撃の藤原こと藤原が参加したこともある。
- 「ジャメール発掘隊」の実質的な後継コーナー。

### 特殊能力持ってますけど何か?戦隊GOLDENS
2010年11月9日 - 2011年2月8日
- 自分の特殊能力をアピールするコーナー。2010年11月2日放送で逆電した女性リスナーの体験談からコーナー誕生。
- 悪の組織（正式名称：ナンモネ暗黒団）と戦っているのだが、第4回目以降悪の組織に寝返る人が多い。
- しかしその悪の組織の代表が、北川だった[7]。が、北川は「暗黒団が自分を名乗っていたので追い払った」という事で、コーナー終了。
- 北川いわく一番気に入っているが、岩沢はそれを軽くかわすのがいつもの流れ。

### 大人の境界線
2011年3月1日 - 2014年6月26日
- 同年2月に開催された公開録音イベント「ゆずのオールナイトニッポンGOLD 開店!居酒屋ゆず Supported by そば焼酎 雲海」は酒類を扱う関係上、未成年の参加ができなかった。これに対して10代リスナーが「大人だからこんな事できる」や「俺の方がもっとすごいから収録参加希望」というメールが殺到し、公開録音にてコーナー化が発表された。
- 旧タイトルは、大人の海峡。
- ゆずの二人がリスナーからの大人なメールの内容を、大人かどうか判断する。番組初のノベルティとなる「越境証明書」が作られた。但し、大人と認定されてもメールに住所が記載されていないと、国際規約により証明書が発行されない。
- コーナーの途中からは、コーナーの趣旨と異なるメールが読まれる(「僕/私は大人なので◯◯をランキング化してみました」といった内容)。

### リアルの限界点
2014年7月10日 - 2015年3月26日
- 大人の境界線の後継コーナー。年齢に関係なく、自分はホンモノだというリスナーのエピソードを紹介。メールの文面は、「○○な僕（私）は、○○です。こんな僕（私）はホンモノですか?」。
- ゆずがホンモノかどうか判断し、ホンモノと認定されたら業界初のデジタル証明書が発行される。但し、ホンモノと認定されてもメールに住所が記載されていないと、当局からの通達により証明書が発行されない。
- 2017年6月2日深夜（3日未明）に放送された「ゆずのオールナイトニッポン」でも行われた。

### メロンパンとからあげが起こした奇跡
2012年9月4日 - 2012年10月2日
- 2012年9月18日から始まる、全国のローソンでのゆず15周年キャンペーンの一環として、からあげクンと「newゆずマン」がコラボした、からあげクン・ゆずこしょう味と、ゆずがプロデュースした、ゆずメロンパンの2種類の「コラボ商品」が、キャンペーン初日の2012年9月18日に、発売になる。これにちなんで、リスナーには、その「メロンパン」と「からあげ」をいっしょに食べたことで、どのような奇跡が起こったのかを送ってもらう。

### シクラメンの番組→シクラメンの格の違い!!
2013年11月7日 -  2015年3月26日
事務所の後輩であるシクラメンが担当する10分程度のミニ番組。開始当初は番組名が決まっておらず、『シクラメンの番組』となっており、メールアドレスもYANNGと共用だったが、11月14日放送で番組名が『シクラメンの格の違い!!』に決定し、メールアドレスも独立した。

#### ブチコメ
リスナーがぶち込みたい出来事を紹介するコーナー。メールの文面は、「○○を××にブチコメ!」

2013年11月21日の「シクラメンのオールナイトニッポンGOLD」でも放送された。

#### マナザシ→どんなに どんなに
普通のお便りコーナー。

## 企画

### ラジオゴルフ
2009年12月8日-2010年3月16日
いつごろからはわからないが、おそらく「ラジオゴルフ協会会長」と名乗る男からのメールから始まったシリーズ。
- タイガー・ウッズや石川遼などのゴルフ関係者などの名前を勝手に使ったり、日常にあった出来事の中にラジオゴルフを混ぜて投稿するというもの。
- 海外からの手紙も多いが、実際に海外から届いたことはない。また実際はラジオゴルフは存在しない。

### クノ課長
2010年3月30日-2010年5月11日、※6月22日-10月5日
「クノ課長がエジプトへ旅行しているという」ゆずからの報告から発展していったシリーズ。リスナーの近くに、クノ課長っぽい人がいたらメールを送るコーナーである
- あだ名は、「まっすぐな男」「クノセント・ラヴ」などがある。
- まっすぐな男らしく、FURUSATOのコーナーがお気に入りらしい。
- #ラジオアイドルの3次審査の一環として、2010年6月22日にラジオドラマ化された。
- 2010年8月24日、課長から部長代理に昇格した。

### 北川さんの新ギターの名前
2010年4月27日-6月8日-7月20日
北川が新しいギターを買ったということで、ギターの名前を考えてもらう企画。下ネタは禁止なのだが、毎週下ネタメールが送られていた。
「DOKI宗」（どきむね）、「木太」（ぎふと）の二つから投票結果の末、「DOKI宗」に決定する。公開録音でギター「DOKI宗」の引き渡し、弾き初めが行われた。

### すこやか軍艦カレー
2010年5月4日-2010年9月7日
「よこすか海軍カレー」を、「すこやか軍艦カレー」と間違えたというメールから、始まった企画。通称「カレプロ」。
- カレー自体は、現在も横須賀シェルにて販売している。
- 2010年5月25日放送で横須賀市の市長から直々に電話があり、公認となった。
- 2010年6月22日放送で横須賀市のカレー専門店での販売が決定した。
- 2010年7月20日放送で8月1日正午から1,000円で発売と発表される。

### ゆず散歩
2010年8月17日 -
- ゆずの二人が現地調査を兼ねてロケーション撮影に出没する事前録音の不定期企画。
- 「ちい散歩」のパロディ。

1. 2010年8月17日：横須賀市
2. 2010年10月19日：秋葉原
3. 2011年10月18日：上大岡駅周辺
4. 2012年6月12日：新大久保

- 2014年に入ってからは、海老名パーキングエリアで水野良樹（いきものがかり）とこの企画をやりたいと発言していたが、開催されないまま番組は終了した。

### BRPプロジェクト
2011年5月10日 -
磯子名物「北川さんちのブラウンライス」を再現しようという企画。
- 「岩沢さんちのプルーン」も入れる予定。
- スポンサーなどの募集告知をしていた。

2011年7月12日
- 株式会社京急百貨店・上大岡駅がプロジェクトに協力してくれることを発表。(その日に、営業政策部販売促進部マネージャの園田さんがスタジオに登場)

2011年8月2日
- 株式会社尾島商店[9]が開発に協力してくれることを発表。(その日に、尾島隆一専務取締役，石川直人料理長がスタジオに登場)

2011年8月23日
- 株式会社尾島商店[9]の尾島隆一専務取締役と石川直人料理長、「賛否両論」[10]の美食料理人笠原将弘がスタジオに登場、販売するのは「コロッケの具ブラウンライス弁当」に決定した。

2011年10月7日 - 12月31日
- 京急百貨店にて「横濱ぶらうん」と命名された弁当を期間限定販売した。[11]

### スタッフ「ゴウ君」のドキュメンタリー
2011年5月10日 -
スタッフゴウ君の童貞を捨てるまでのドキュメンタリー。
2013年11月14日の放送で童貞を捨てたことが明らかになった。

### ラジオアイドル
2009年12月15日 - 2012年12月11日
「みんなといっしょに何か残そう」という企画の第一弾として、男女のアイドルユニットを作るという企画。リスナーが自己PRと自分の好きな歌を最低1コーラス歌ったものを紹介していく。
- ユニット名はYKB14（ワイケービーフォーティーン）であり、YKBのBは板東英二である。後の放送でユニット名の由来が「Yujin Koji Birth」と言われた(北川と岩沢の誕生日が共に14日)。
- AKB48の大島優子公認である。（2010年4月21日電話出演時）
- 締切日が近くなるとお便りが5倍近くに膨れ上がった。
- デビュー曲は、「YANNGMAN」に決定。後に「テルミーめがね 〜君だけに贈る 恋の生放送〜」にタイトルが変更された。

1. 2次審査（電話審査）：2010年3月16日、2010年3月30日
2. 3次審査（演技審査）：2010年6月22日、7月6日-10月5日
3. 最終審査：2010年12月14日
4. シクラメンに楽曲依頼：2011年3月8日
5. いよいよデビュー曲「YANNGMAN」を初放送。また曲を、あの垣花正が持ってくる・・・？：2011年6月14日
6. デビュー曲「テルミーめがね」初解禁：2012年8月21日
7. レコチョクで配信開始:2012年12月12日

### 井村屋プロジェクト〜スーパーバイザーへの道〜
2013年1月22日-2013年10月8日
- 北川が井村屋のあずきバーが好きだと度々発言し、井村屋とのコラボレーションが実現した。
- 北川は「井村屋スーパーバイザー北川」、岩沢は「井村屋スーパーサブバイザー岩崎[12]」を目指すとしてプロジェクトが進められていた。
- 2013年5月7日の放送で井村屋グループの浅田剛夫社長が登場し、「スーパーバイザー北川」「スーパーサブバイザー岩崎」の名刺を持参するものの、現段階では仮配属のため使用を認められず、新たなあずきバーの味を開発して、一定の成果を挙げたら正式に任命するとのことだった。
- 企画から生まれた「ゆずあずきバー」が2013年8月20日 - 10月31日に発売され、最終的に600万本を売り上げた。これを受けて、2013年10月8日の放送で井村屋グループの浅田剛夫社長が再び登場し、2人を「スーパーバイザー北川」「スーパーサブバイザー岩崎」に正式に任命。名刺は10月22日のスペシャルウィークでリスナーにプレゼントされた。
- なお、井村屋では2014年度にも「ゆずあずきバー」を7月29日から発売されているが、2014年度は当番組は一切関与しておらず、番組内でもゆずあずきバーに関する発言はされていない。

### ニッセイプロジェクト
2013年10月22日 - 2014年6月5日
日本生命ホームページにて募集していた、人生におけるライフイベントで自分の支えとなった言葉を、番組でも募集する企画。再三、リスナーにふざけないように注意するも、毎週ふざけた内容の投稿が紹介されていた。コーナーの最後には、実際の応募の中から、ふざけていない言葉が紹介されていた。紹介された投稿者にはニッセイオリジナルグッズがプレゼントされることになっていた。
2013年11月28日放送分で最終回を迎えたかに思われたが、ニッセイからのオファーもあり、エピソード2としてコーナー継続が決定した。エピソード2では、事前に与えられた最初と最後の言葉の間の文章をリスナーに募集していた。また、メールを読む前には、ゆずの2人が「おふざけ、かっこ悪い」と声を揃え、北川が「エルーンスト、ハフティーヒーカイ!」(Ernsthaftigkeit(ドイツ語で「真面目」))と叫ぶのが恒例になっていた。しかし、2014年6月5日放送分でオリジナルグッズが尽きたことが発表され、コーナーは本当に終了となった。

### YANNG大学 1分講義プロジェクト
2014年6月19日 - 2015年3月19日
- ニッセイプロジェクトの跡地にできた企画。
- このYANNG大学開講に向けて、高学歴相棒コンビのオリエンタルラジオから大学の話を聞いた。　北川いわく、「大学に行っていない我らがリスナーにコメントしても、想像でしか言えず、薄くなってしまうから」とのこと。
- 1分以内で教えられる何かを持っている人が、YANNG大学の講師としてそれを教えるというコーナー。
- 本番組では初となる音声による投稿形式。
- 講義が紹介されたリスナーには、YANNG大学講師として、次回からメールを読む際にはラジオネームに「先生」をつけて呼ばれるほか、ガツガツの謝礼品がプレゼントされる。
- 初回である6月19日の放送では、番組ＡＤの「サンボ三浦」がサンプルとして「そうめん論」という講義を紹介した。
- 2015年2月6日の放送より、YANNG大学は入学試験期間で休校となり、代わりに三浦のラジオお見合い企画が放送されている。
- 番組終了が発表された2015年2月19日の放送で三浦の相手が決定し講義の募集も終了したが三浦への応援メッセージは引き続き募集していた。
- 2015年2月26日の放送で、ニッポン放送イマジンスタジオにて「YANNG大学 ちょっと早めの春の学園祭」が2015年3月19日開催されることが発表された。なお、その模様は同日のゆずのオールナイトニッポンGOLD内でオンエア。
- 2015年3月5日：ラジオお見合い第一弾放送
- 2015年3月12日：ラジオお見合い第二弾（ラジオドライブ）放送
- 2015年3月19日：「YANNG大学 ちょっと早めの春の学園祭」で三浦が「ラジオ告白」をした結果振られてしまい、この放送をもってコーナーは終了した。（番組再開まで休校とのこと）

## 歴史
休止時の代替番組についてはピンチヒッターの項目を参照。

### 2009年
- 10月23日：「ゆずのオールリクエスト」を放送。DJは新保友映が担当。ゆずはゲストだった。
- 12月1日：ゆずのオールナイトニッポンGOLDレギュラー放送開始。
- 12月22日：放送日にちなんで、ラジオブースから（その年敢行できなかった）冬至の日ライブの代わりに、生唄を披露。
- 12月29日：新曲「桜会」を初公開。携帯サイトを開始。

### 2010年
- 1月12日：「マイライフ」を初公開
- 2月9日：aikoがロザリスでゲスト出演。
- 2月16日：aikoが2週連続ゲストでロザリスに出演。また20時台から「ゆずのオールリクエスト」を放送した。
- 3月16日、3月30日：ラジオアイドルSPを放送。この番組初のリスナーへの生電話も敢行した。
- 4月20日：3D相談室spを放送。ゲストは大島優子。
- 4月27日：北川のギターに入れる名前を募集することになった。
- 5月25日：横須賀市長と電話会談し、「すこやか軍艦カレー」が承認された。番組半周年達成。
- 6月8日：番組冒頭に西川貴教が飛び入りゲストとして参加した。北川いわく、「疲れた」。
- 6月22日：ラジオアイドルオーディション決勝トーナメント第1回戦ラジオドラマ『クノセント・ラブ』第1話放送。ラジオドラマ放送後、スペシャルゲストの大島優子と生電話した。
- 6月29日、ラジオアイドルオーディション決勝トーナメント第1回戦ラジオドラマ『クノセント・ラブ』初回放送
- 7月20日：北川のギターの名前が「DOKI宗」に決定する。
- 8月17日：「ゆず散歩」として横須賀市のカレー店を訪問し、「すこやか軍艦カレー」を試食。きっかけとなるメールを投稿した女性リスナーとも対面。「慈愛への旅路」を初オンエアした。
- 8月24日：『クノセント：ラブ』の第2話放送。
- 8月31日：「ロザリス」が最終回を迎えた。
- 9月7日：「マッハ研究所」放送開始。
- 10月19日：「ゆず散歩」の完結編in秋葉原を放送。
- 10月26日：「from」を初オンエアした。
- 11月16日：「いらっしゃいませ選手権」を開催。優勝リスナーのいらっしゃいませから、「ウェイトレスとお客さん」を放送。
- 11月30日：番組放送50回達成。
- 12月14日：ラジオアイドル「YKB14」メンバー決定
- 12月21日：「Hey和」を初オンエアした。
- 12月28日：「YANNG BEST AWARD2010」を放送。大賞はサブ作家福田の「かしこまりました」に決定。

### 2011年
- 1月18日：番組公式Twitter開始
- 1月25日：ニューアルバムのタイトルを発表。（『2-NI-』）
- 2月1日：ニューアルバムの中から「HAMO」を初公開。
- 2月21日：番組初の公開録音イベント「ゆずのオールナイトニッポンGOLD 開店!居酒屋ゆず Supported by そば焼酎 雲海」（shibuya DUO_MUSIC_EXCHANGE[8]）開催、イベントの模様は翌日22日に放送された。
- 3月15日：東日本大震災の影響で、全コーナーを休止し前日録音の復興支援ラジオと生歌ライブを決行。ニッポン放送では22:31ごろ、静岡県富士宮市で震度6強を観測する地震を観測、それに関する特別番組で中断したため、ニッポン放送で2011年3月20日27:00 - 28:30 JST(春分の日未明)に再放送された。
- 4月12日：はんにゃ祭りを開催。電話ではんにゃが出演。
- 4月19日：ゲストにはんにゃが登場。
- 5月17日：「ロザリス」と「マッハ研究所」とのコラボが実現した。
- 5月24日：正式に「BRPプロジェクト」と、「スタッフゴウ君」のコーナーがスタート。しかし完全なる見切り発車となる。
- 6月7日：番組途中の占いコーナーが開始された。
- 6月14日：YKBの新曲の主旋律を発表。
- 6月21日：大島優子が3度目の正直でスタジオ出演。「BRPプロジェクト」で「賛否両論」の美食料理人笠原将弘が電話出演。
- 8月23日：「BRPプロジェクト」の最終審査でスタジオ出演した笠原将弘が、「ニッポン放送のスタジオに呼ぶの遅すぎる」とクレーム。
- 9月27日：ゲストに、シクラメンが登場。
- 10月4日：「翔」を初オンエア。
- 10月18日：ゆず散歩「上大岡」編を放送。ゲストに石塚英彦が登場。
- 11月22日：放送100回を達成。
- 12月13日：笑福亭鶴瓶がゲストで登場した。
- 12月27日：「YANNG BEST AWARD2011」を放送。大賞は大人の境界線で11月29日に放送された、放送された「ぬ」に決定。

### 2012年
- 1月3日：正月特別企画「ゆず・オールリクエストスペシャル」を放送。
- 1月31日：ゲストに長渕剛が出演、トークが長引き全コーナー休止
- 2月27日：品川区内某所で番組2回目の公開録音イベント「ゆずのオールナイトニッポンGOLD 開店!居酒屋ゆず 2号店  Supported by そば焼酎 雲海」開催、イベントの模様は翌日28日に放送された。
- 3月13日：上柳昌彦の進行で「マッチポンプ企画2弾・ニッポン列島縦断　ゆずによるゆずオールリクエスト」を放送。
- 5月1日：「with you」が初公開。
- 6月12日：10時台はゆず散歩「新大久保編」〜折りたたみギターを探して〜、11時台はさだまさしとの対談の二部構成だった。
- 7月17日：「また明日」を初公開
- 8月21日：ももいろクローバーZがコメントゲスト、平成ノブシコブシがスタジオゲスト。ラジオアイドル企画、YKB14のデビュー曲「テルミーめがね」初解禁
- 9月9日：番組3度目の公開録音「有楽町Teen's JAM」（イマジンスタジオ）開催、イベントの模様は翌週18日に放送された。[13]
- 12月18日：「REASON」を初公開。
- 12月25日：「YANNG BEST AWARD2012」を放送。大賞は節丸プロデューサーが講師を務めた講座「企画脳」に決定。

### 2013年
- 1月8日：「居酒屋ゆず・3号店」の開催を発表。
- 1月22日：大阪からの放送。
- 2月5日：スタッフ「ゴウ君」のドキュメンタリーが数か月ぶりに放送。
- 2月12日：インフルエンザの影響で、のどを安静にしている北川をカバーするため垣花正が番組冒頭からエンディングまで出演した。
- 2月19日：壇蜜がゲストに登場。コーナー「ジャメール発掘隊」が終了。
- 2月26日：コーナー「ムラムラーテの泉」スタート。
- 3月16日：日本橋三井ホールで行われたイベント「開店!居酒屋ゆず3号店 Supported by そば焼酎雲海」を公開収録、イベントの模様は翌々日3月19日に放送[14]
- 4月9日：シクラメン乱入。#井村屋プロジェクト〜スーパーバイザーへの道〜で期間限定ラジオドラマ「おれの心はムーンライト　君と輝く54日間」が開始。
- 4月16日：じゃねーよVSあるある!春爛漫のゆず芸人まつりスペシャル、と題し三度目のゆず芸人祭り。レイザーラモンRGが2013年3月26日以来2週ぶりの出演、RGはハリセンボン近藤春菜とゆずクイズ（大喜利）で対決し引き分ける。
- 4月30日：YANNGがニッポン放送社長賞を受賞
- 5月7日：井村屋のゆず名義の名刺がYANNGに届く。
- 6月11日：ゆずあずきバーの試食を垣花正、東島衣里、石塚英彦が行った。
- 7月2日：サブ作家福田卓也が遅刻。ゆずあずきバーの発売日が発表。
- 8月20日：井村屋ゆずあずきバーが発売。発売記念イベント『ビックダミー撮影会＆しゃりごり大抽籤会!』会場のニッポン放送1階ロビーでレポーターのユトリーズ（ゆずのプロモーターと、サブ作家の福田が組んだ即興コンビ）が中継登場。
- 8月27日：ブラックマヨネーズを迎え、Twitterで『#ゆずあずきバー』のトレンド1位を狙う企画（1300万人のツイート大作戦）を放送、放送ギリギリの8月28日午後11時40分ごろに『#ゆずあずきバー』はTwitterトレンド1位になる。また、FURUSATOのコーナーで「友 〜旅立ちの時〜」が解禁される。
- 10月1日：放送時間が拡大し、放送時間が番組開始当初の2時間（120分）に戻る。#井村屋プロジェクト〜スーパーバイザーへの道〜コーナー終了。
- 10月8日：井村屋グループの浅田剛夫がゆずに名刺プレゼント
- 10月22日：名刺争奪リスナー黒歴史スペシャル。ゲストに清水ミチコが登場した。
- 10月29日：火曜日として最終回
- 11月7日：木曜日として初回放送。シクラメンのミニ番組（タイトル未定）が内包される。
- 11月14日：シクラメンのミニ番組のタイトル名が『シクラメンの格の違い!!』に決定した。
- 12月12日：「放送回数200回目前記念!ついに松村邦洋さんが参戦!5万円をぶち込むLoto7の賞金をゲットしろ!年末恒例!ゆずウィンター・カーニバル2013!〜キミが手を置いたボクの肩には、いつまでもぬくもりが残っていたよ。だからボクは、ギターを始めることにしたんだ〜3時間拡大スペシャル!」放送[15]。松村邦洋、垣花正がゲスト出演。「表裏一体」が初オンエア。
- 12月19日：「YANNG BEST AWARD2013」を放送。大賞は「キャロラインさくら」に決定。キャロラインさくらに受賞の言葉を聞こうとするも電波の調子が悪く繋がらなかった。

### 2014年
- 1月9日：放送200回。「FURUSATO」で「友達の唄（YANNGバージョン）」が生で披露された。
- 2月6日：石塚英彦がゲスト出演。「ヒカレ」が初オンエア。
- 2月13日：Rihwaがゲスト出演。
- 2月20日：「ウーマンラッシュアワーがついに参戦!パラダイスVSサブリーダー 芸能界最強伝説「右側王」決定戦!ゆず曲もたっぷり180分スペシャル!」放送[15]。ウーマンラッシュアワーがゲスト出演。
- 4月24日：「ここが出る!YANNG大学開校予習スペシャル!まるっと大学よく分かりまカレッジ!」放送。オリエンタルラジオがゲスト出演。
- 6月12日：「ついにももクロちゃんがYANNGに降臨!幸せのバイタルエリアにアーリークロス!桃色 HappyRadioスペシャル!」放送。百田夏菜子、玉井詩織、高城れに（ももいろクローバーZ）、がゲスト出演。
- 7月17日：寺岡呼人がゲスト出演。ニッポン放送開局60周年記念ソング「忘れられぬミュージック」がオンエア。
- 8月14日：正式名称が「愛と真実と勇気のラジオ！ウェルカム・アギーレ！あの妖怪ウォッチからアサイーボウルまで、ミクスチュア・フォーク・ユニット、ゆずのオールナイトニッポンGOLD　よろしこ。 」であることが明らかになった。
- 9月18日：杏と寺岡呼人ゲスト出演。
- 11月27日：ゴスペラーズの安岡優がゲスト出演。
- 12月18日：上戸彩がサプライズゲスト出演。
- 12月25日：「第124回ドクターX・外科医マッサン今日は会社休みません！YANNG BEST AWARD 2014」放送。ベストアワードは『今年一番印象に残ったことは、大学生になったことです！』に決定。

### 2015年
- 1月15日：SEKAI NO OWARIがゲスト出演。
- 2月19日：「2・19　YANNG春の一大事!ちょっと待って、ちょっと待って、おにいさん!　重大発表って、なんですのぉ!スペシャル!」放送。番組が同年3月で終了することが発表された
- 2月26日：「YANNG大学 ちょっと早めの春の学園祭」の開催を発表。
- 3月19日：「YANNG大学 ちょっと早めの春の学園祭」がニッポン放送イマジンスタジオにて開催。同日の放送でその模様がオンエア。
- 3月26日：245回目の放送で「一応の」最終回を迎えた。ゆずからのプレゼントとして「OLA!!」が初オンエアされた。また「シュビドゥバー」が生唄で披露された。番組終盤ではまだ具体的な復活の予定が無いにもかかわらず、復活後第1回目の放送のメールテーマも発表されている。（実際にこのメールテーマは2017年6月3日の「ゆずのオールナイトニッポン」で募集された。）

## 代理番組

### 2010年
- 3月23日 - ザ・ミュージックマン 西川貴教のオールナイトニッポンGOLD

### 2011年
- 4月5日 - 松任谷由実のオールナイトニッポンGOLD
- 8月30日 - 宅間孝行のオールナイトニッポンGOLD

### 2012年
- 3月20日 - オールナイトニッポンGOLD 伊勢正三・中村雅俊・松山千春 東日本大震災復興応援コンサート『あの日をわすれない2012』スペシャル
- 7月3日 - 伊藤英明のオールナイトニッポンGOLD 海猿スペシャル
- 10月23日 - ペナルティのオールナイトニッポンGOLD(ニッポン放送のみ)
- 11月6日 - オジンオズボーンのオールナイトニッポンGOLD

### 2013年
- 1月1日 - オジンオズボーンのオールナイトニッポンGOLD
- 1月15日 - オジンオズボーンのオールナイトニッポンGOLDWithゆず
- 7月16日 - フットボールアワーのオールナイトニッポンGOLD
- 9月24日 - D.W.ニコルズのオールナイトニッポンGOLD
- 10月15日 - In 197666のオールナイトニッポンGOLD
- 11月21日 - シクラメンのオールナイトニッポンGOLDWithゆず
- 12月26日 - kahoのオールナイトニッポンGOLD

### 2014年
- 1月2日 - けみおのオールナイトニッポンGOLD[16]
- 1月30日 - 川﨑宗則のオールナイトニッポンGOLD
- 2月27日 - ファンキー加藤のオールナイトニッポンGOLD
- 3月20日 - ほたるゲンジのオールナイトニッポンGOLD[17]
- 3月27日 - 石井一久のオールナイトニッポンGOLD
- 5月22日 - オールナイトニッポンGOLD・有楽町ライブスタジオ[18]（ゲスト：石崎ひゅーい、Suzu・進行役：シクラメン）
- 6月5日 - ポルノグラフィティのオールナイトニッポンGOLD
- 7月3日 - FIRE HIP’SのオールナイトニッポンGOLD
- 7月31日 - オールナイトニッポンGOLD「夜のドラマハウス」大同窓会スペシャル
- 8月28日 - ロンドンブーツ1号2号のオールナイトニッポンGOLD[19]
- 9月4日 - オールナイトニッポンGOLD・有楽町ライブスタジオ[18]（出演：UNIST・藤原さくら、進行：荘口彰久）
- 9月25日 - シクラメンのオールナイトニッポンGOLD
- 10月9日 - 竹原ピストルのオールナイトニッポンGOLD
- 10月23日 - 華原朋美のオールナイトニッポンGOLD
- 11月20日 - StarSのオールナイトニッポンGOLD
- 12月11日 - 片岡愛之助のオールナイトニッポンGOLD

### 2015年
- 1月1日 - オールナイトニッポンGOLD 初笑いSP（出演：エル・カブキ、浜ロン、タイムマシーン3号、新宿カウボーイ、三日月マンハッタン、ねじ、江戸むらさき、馬鹿よ貴方は、ホロッコ、スパローズ、囲碁将棋、ニューヨーク、こにわ）
- 1月22日 - ビビる大木のオールナイトニッポンGOLD
- 2月12日 - マキタスポーツのオールナイトニッポンGOLD

## スタッフ
- 構成：清水覚[20]
- サブ作家：福田卓也（ケータイサイト担当）
- ディレクター:宗岡芳樹
- AD:生江龍太郎（サウンドマン） - 2/2アンケートBGM作曲家
- ミキサー:清水伸之（サウンドマン）、大沢和隆、ゴウ
- アドバイザリースタッフ:長浜純[21]
- プロデュース:節丸雅矛